# KG Uhu

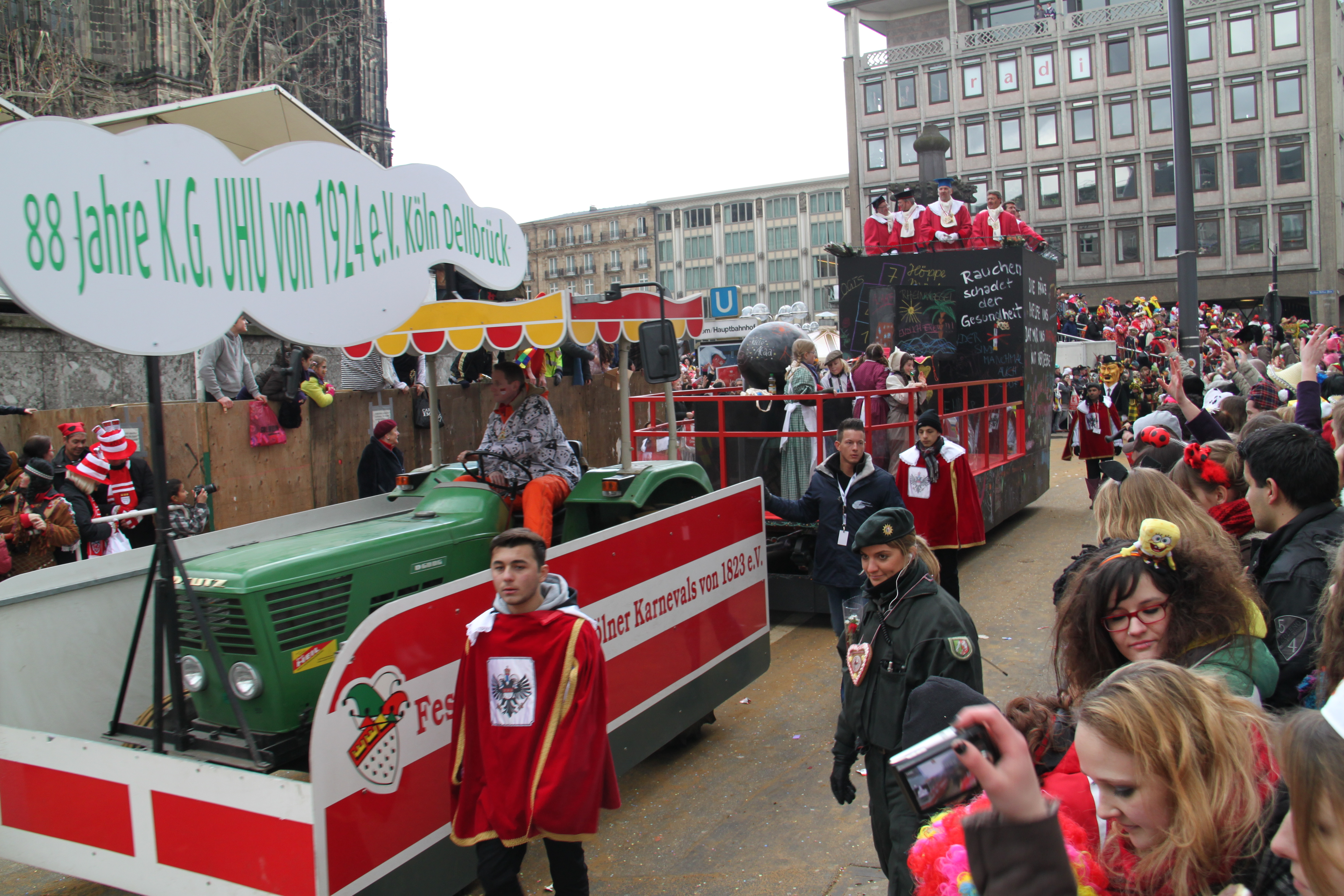
Wagen der KG UHU im Rosenmontagszug (2012)

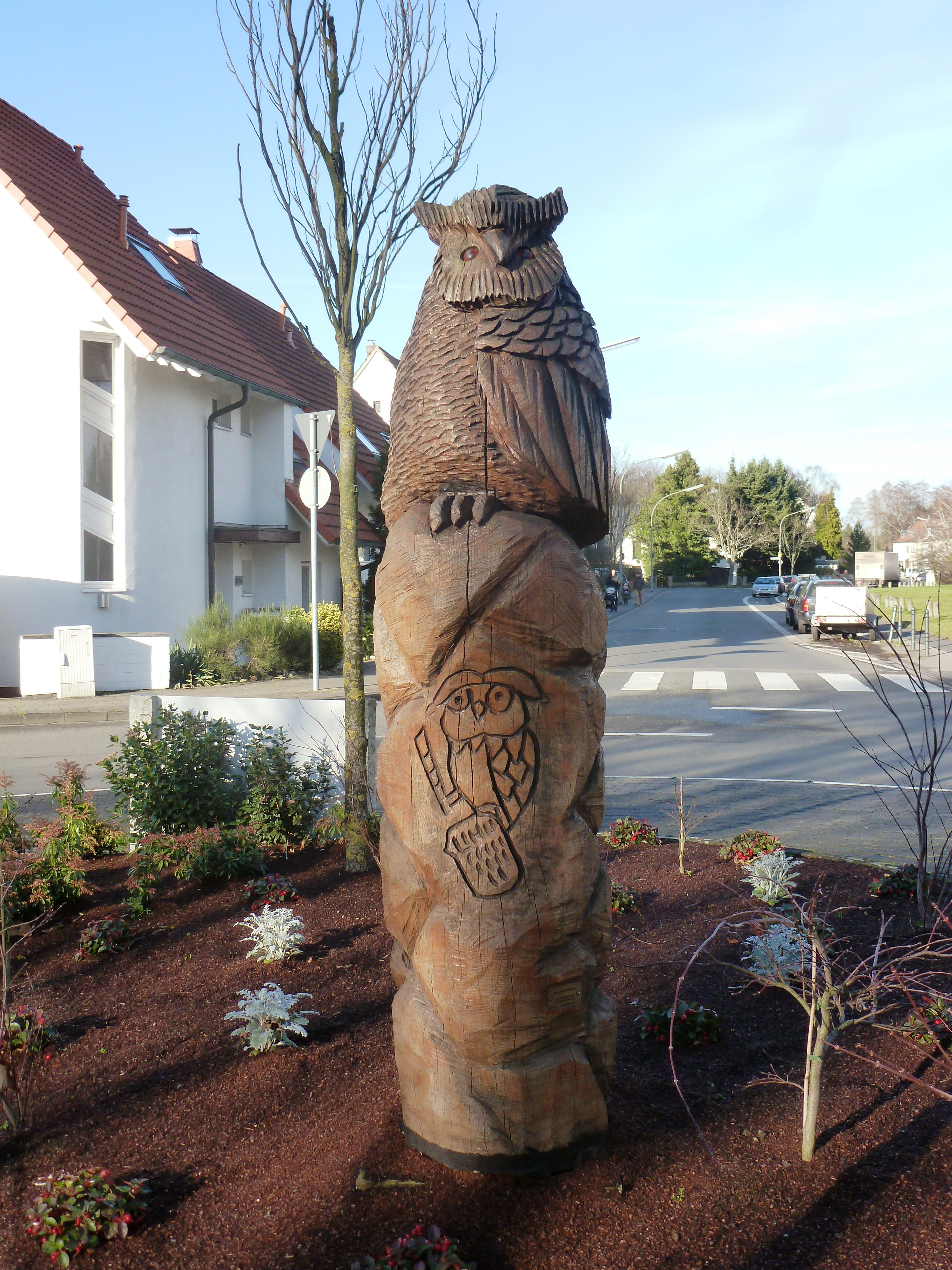
Von der KG UHU gestiftete Holzskulptur an einem Kreisverkehr in Köln-Dellbrück
Künstler: Meinolf Zavelberg (2014)

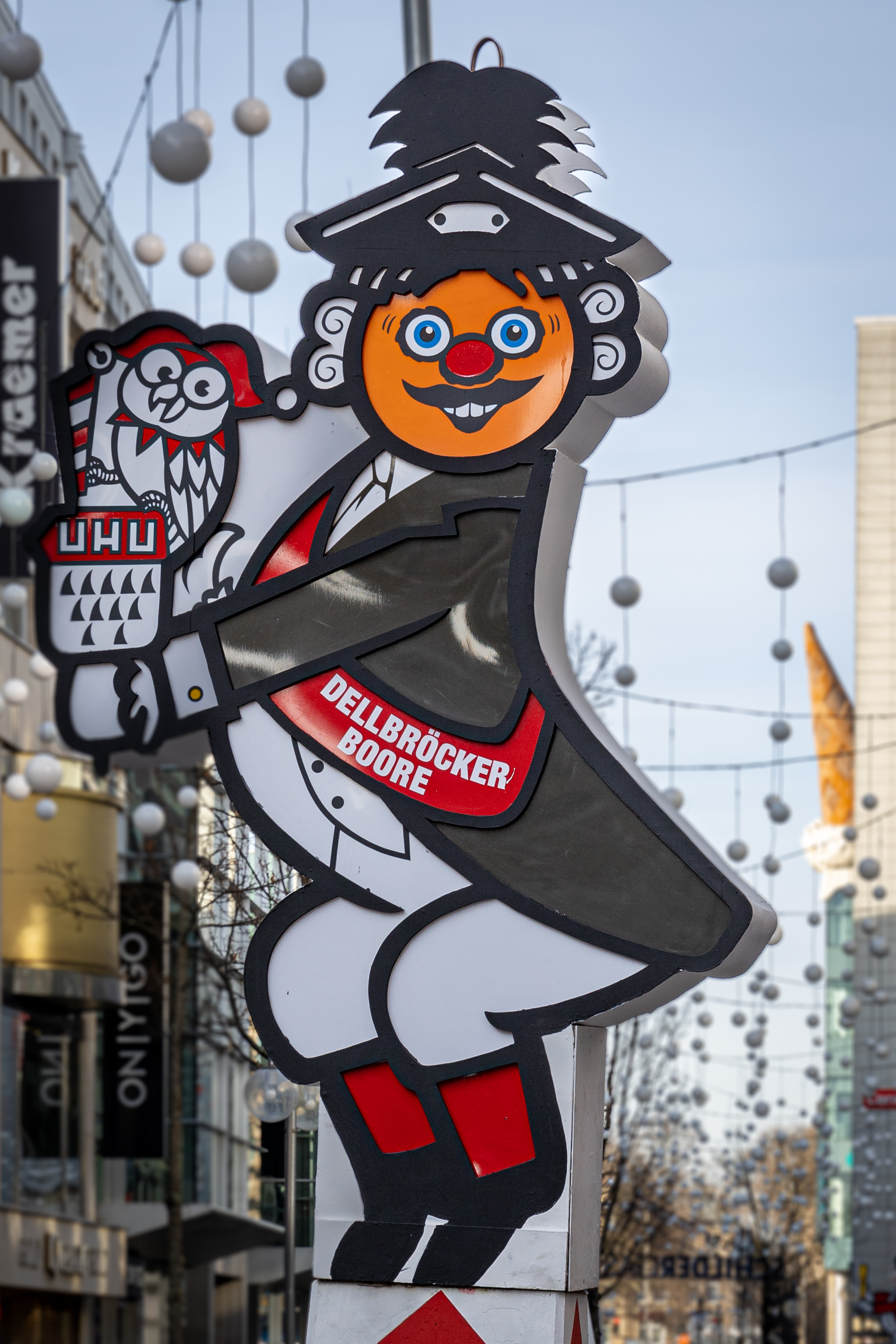
Standfigur eines „Boor“ am Zugweg des Rosenmontagszuges Köln (2022)

Die Karnevalsgesellschaft UHU von 1924 e. V. Köln-Dellbrück ist eine Karnevalsgesellschaft im rechtsrheinischen Kölner Stadtteil Dellbrück. Die KG ist Mitglied im Festkomitee Kölner Karneval.

## Geschichte
Seit 1914 gehört der rechtsrheinische Ortsteil Dellbrück zu Köln. Schon zuvor war die Bindung zur nahegelegenen Großstadt durch den Bau einer Eisenbahnlinie von Deutz nach Bergisch Gladbach mit einem Bahnhof in Dellbrück sowie der Einrichtung der Straßenbahnlinie nach Bergisch Gladbach immer enger geworden. Eine Folge davon war ein wachsendes karnevalistisches Vereinsleben im zukünftigen Ortsteil. Besonders aktiv waren dabei Vereine wie der Katholische Arbeiterverein und der Katholische Jünglingsverein, der zum Beispiel auch einmal eine Karnevalssitzung für „17.61 Uhr“ ansetzte. Auch die jährlichen Feiern anlässlich von Kaisers Geburtstag entwickelten sich zu karnevalistischen Veranstaltungen. Schon damals – mindestens ab 1905 – ging in Dellbrück der bis heute stattfindende Umzug an Karnevalsdienstag. Am 22. Januar 1910 vermeldete die Merheim-Dellbrücker Zeitung die Gründung der Vereinigten Karnevalsfreunde Dellbrück: „Nachdem verschiedentlich der Versuch unterkommen worden ist, den Karneval nach echter Kölner Art nach Dellbrück zu verpflanzen, ist es in diesem Jahre gelungen, eine Vereinigung von Dellbrücker Bürgern, unter Mitwirkung hier ansässiger Kölner, ins Leben zu rufen.“
Nach dem Ersten Weltkrieg waren Straßenkarneval, Sitzungen und Kostümfeste bis 1926 auf Anweisung der englischen Besatzungsmacht durch den Kölner Polizeipräsidenten verboten und Zuwiderhandlung wurde mit Haftstrafen von mehreren Tagen bedroht. Auch das Tragen karnevalistischer Kleidung, das Singen von Karnevalsliedern sowie das Werfen von Luftschlangen und Konfetti waren untersagt. Trotz dieser Widrigkeiten gründeten am 31. Januar 1924 mehrere engagierte Dellbrücker Bürger die KG UHU. Warum der Uhu als Namenspate gewählt wurde, ist nicht nachvollziehbar, aber es wird angenommen, dass damit entweder auf Till Eulenspiegel angespielt wurde oder auf den Vogel Uhu als Symbol für Weisheit und Humor.
Zwei Jahre später, 1926, stellte die KG ein eigenes Dreigestirn für Dellbrück. Da das Karnevalsverbot noch galt, machte das Dreigestirn eine „Kappenfahrt“ mit Besuch verschiedener Dellbrücker Gaststätten. Nach 1930 gab es wegen der Weltwirtschaftskrise keine Dellbrücker Dreigestirne mehr; 1931 und 1932 fielen wegen der wirtschaftlichen Probleme sogar die Rosenmontagszüge in Köln aus.
Während der Zeit des Nationalsozialismus gab es auch bei Veranstaltungen der KG UHU antisemitische Töne wie: En Belgien Jüd Barmat hät, Dat Volk ens nett geschröpp. Dröm merk, – do kriß se op ding Plätt, Häld’s do met „koschere“ Köpp („In Belgien hat der Jude Barmat das Volk mal nett geschröpft. Darum merke – Du bekommst was auf die Glatze, gibst Du Dich mit koscheren Köpfen ab“). Berichtet wird, dass die Karnevalsveranstaltungen im Jahre 1939 besonders ausgelassen gewesen seien, „als ob es eine Ahnung des drohenden Unheils gegeben hätte“. Der Protokollant der KG, Jupp Blank, dichtete den „Kassandraruf“: Dann weht es wie ein Feuermeer aus unermeß’nen Weiten, dann braust es wie ein wildes Heer unbändig durch die Zeiten. Im Liederheft zur Schlusssitzung am 19. Februar 1939 findet sich ein makabrer Liedtext, in dem es unter anderem heißt: Die Schmitzens fängk die Bomben op und schmieß’ se dann dr. Müllers dropp.
Nach dem Zweiten Weltkrieg gab es schon im November 1946 die erste Veranstaltung der KG UHU, es folgten drei Sitzungen, ein Kostümball, ein Frühlings- sowie ein Sommerfest und ein Kirmesball. 1949 beging die Gesellschaft ihr 25-jähriges Bestehen, und die Tanzgruppe „Schalksnarren“ mit einem traditionellen Tanzpaar wurde gegründet, jedoch 1963 mangels Nachwuchs wieder aufgelöst. 1955 wurde der Dellbrücker Dienstagszug erstmals wieder durchgeführt, der 1967 aus finanziellen Gründen zwar ausfallen musste, aber seitdem regelmäßig unter der Teilnahme der KG UHU stattfindet.

## Seit 1974
Seit 1974 nimmt die KG UHU ebenso regelmäßig an den Rosenmontagszügen in Köln teil. Im selben Jahr stellte die KG auch das Kölner Dreigestirn aus Heiner Mühr (Prinz Heiner I.), Wilbert Mühr (Bauer Wilbert) und Hans Jungkenn (Jungfrau Johanna). Heiner Mühr war von 1979 bis 1982 zudem Präsident des Festkomitees Kölner Karneval und damit der erste FK-Präsident von der Schäl Sick, sein Bruder Wilbert fungierte sieben Jahre lang als Prinzenführer.
1976 hatte das später äußerst populäre Dellbröcker Boore-Schnäuzer-Ballett, das von dem bekannten karnevalistischen Kölner Ballettmeister Peter Schnitzler betreut wurde, seinen ersten Auftritt. Die männlichen Mitglieder des Balletts, das die militaristisch anmutenden Tanzkorps der anderen Kölner Karnevalsgesellschaften persifliert, tragen alle einen Schnauzbart („Schnäuzer“), Dreispitz, Brille und Gehrock anstelle der im Kölner Karneval üblichen Uniform sowie „Paraplü“ (= Schirm). anstatt „Knabüs“ (= Holzgewehr). und Staubwedel anstelle von Federbüschen am Dreispitz. Das obligatorische Tanzpaar besteht aus zwei Männern, wobei das „Tanzmariechen“ („Tring vun d’r Kohjass“) wesentlich größer ist als sein Tanzpartner und beim Tanzen die Rollen vertauscht sind: „das schrägste Paar der Kölner Karnevalsszene“ schrieb die Kölnische Rundschau. Begleitet wird das Corps von Beginn an von einem „gestreiften Pääd“ (= Zebra). einer Tier-Parodie, in dem zwei Mitglieder des Balletts (Pääd vürren und Pääd henge) stecken.
Die KG UHU organisiert in jeder Karnevalssession mehrere Sitzungen, wie die Boore-Sitzung nor för Weechter (Damensitzung), die Boore-Puute-Sitzung (Kindersitzung) und die Boore-Sitzung nor för Häre (Herrensitzung), aber auch andere Veranstaltungen im Laufe des Jahres.
1988 wurde die Jugendsektion der KG UHU, die J’UHUS, gegründet. Elf Jahre später, 1999, stellte die KG mit Kurt Richter (Prinz Kurt IV.), Hans-Jürgen Köber (Bauer Jürgen) und Klaus Fischer (Jungfrau Claudia) ein zweites Mal das Kölner Dreigestirn. Im selben Jahr feierte die KG ihr 75-jähriges Bestehen, und das Nachwuchs-Ballett Schnäuzer Pänz wurde gegründet.
Im Januar 2014 richtete die KG UHU in den Sartory-Sälen eine „Mädchensitzung“ für das ZDF aus.